# Premio al mejor Baloncestista Masculino del Año de la Metro Atlantic Athletic Conference
El Premio al mejor Baloncestista Masculino del Año de la Metro Atlantic Athletic Conference (en inglés, Metro Atlantic Athletic Conference Men's Basketball Player of the Year) es un galardón que otorga la Metro Atlantic Athletic Conference al jugador de baloncesto masculino más destacado del año. El premio fue entregado por primera vez en la temporada 1981-82. Tres jugadores han ganado el premio en varias ocasiones: Steve Burtt y Luis Flores dos veces, y Lionel Simmons tres. En 1990, Simmons recibió además los premios Naismith College Player of the Year y John R. Wooden.
La única temporada con doble ganador en la historia del galardón fue la 2017-18.

## Ganadores
| †           | Co-Jugadores del Año                                                                                                |
| *           | Ganador del premio al mejor universitario del año: el Naismith College Player of the Year o el John R. Wooden Award |
| Jugador (X) | Denota el número de veces que ha conseguido el galardón                                                             |

| Temporada | Jugador             | Universidad   | Posición        | Curso            | Referencia |
| --------- | ------------------- | ------------- | --------------- | ---------------- | ---------- |
| 1981–82   | William Brown       | Saint Peter's |                 | !                |            |
| 1982–83   | Steve Burtt         | Iona          | Base            | Junior           |            |
| 1983–84   | Steve Burtt (2)     | Iona          | Base            | Senior           |            |
| 1984–85   | Randy Cozzens       | Army          |                 | !                |            |
| 1985–86   | Tony George         | Fairfield     |                 | !                |            |
| 1986–87   | Kevin Houston       | Army          |                 | !                |            |
| 1987–88   | Lionel Simmons      | La Salle      | Alero           | Sophomore        |            |
| 1988–89   | Lionel Simmons (2)  | La Salle      | Alero           | Junior           |            |
| 1989–90   | Lionel Simmons* (3) | La Salle      | Alero           | Senior           |            |
| 1990–91   | Marc Brown          | Siena         |                 | !                |            |
| 1991–92   | Randy Woods         | La Salle      | Base            | Senior           |            |
| 1992–93   | Keith Bullock       | Manhattan     |                 | !                |            |
| 1993–94   | Doremus Bennerman   | Siena         |                 | !                |            |
| 1994–95   | Craig Wise          | Canisius      |                 | !                |            |
| 1995–96   | Darrell Barley      | Canisius      |                 | !                |            |
| 1996–97   | Mindaugas Timinskas | Iona          | Alero           | Senior           |            |
| 1997–98   | Kashif Hameed       | Iona          |                 | !                |            |
| 1998–99   | Alvin Young         | Niagara       |                 | !                |            |
| 1999–00   | Tariq Kirksay       | Iona          | Escolta/Alero   | Senior           |            |
| 2000–01   | Demond Stewart      | Niagara       |                 | !                |            |
| 2001–02   | Mario Porter        | Rider         |                 | !                |            |
| 2002–03   | Luis Flores         | Manhattan     | Base            | Junior           |            |
| 2003–04   | Luis Flores (2)     | Manhattan     | Base            | Senior           |            |
| 2004–05   | Juan Mendez         | Niagara       | Pívot/Ala-Pívot | Senior           |            |
| 2005–06   | Keydren Clark       | Saint Peter's | Base            | Senior           |            |
| 2006–07   | Jared Jordan        | Marist        | Base            | Senior           |            |
| 2007–08   | Jason Thompson      | Rider         | Pívot           | Senior           |            |
| 2008–09   | Kenny Hasbrouck     | Siena         | Escolta         | Senior           |            |
| 2009–10   | Alex Franklin       | Siena         | Alero           | Senior           | [ 1 ]      |
| 2010–11   | Ryan Rossiter       | Siena         | Ala-Pívot       | Senior           | [ 2 ]      |
| 2011–12   | Scott Machado       | Iona          | Base            | Senior           | [ 3 ]      |
| 2012–13   | Lamont Jones        | Iona          | Escolta         | Senior           | [ 4 ]      |
| 2013–14   | Billy Baron         | Canisius      | Base            | Senior           | [ 5 ]      |
| 2014–15   | David Laury         | Iona          | Ala-Pívot       | Senior           | [ 6 ]      |
| 2015–16   | Justin Robinson     | Monmouth      | Base            | Junior           | [ 7 ]      |
| 2016–17   | Justin Robinson (2) | Monmouth      | Base            | Senior           | [ 8 ]      |
| 2017–18†  | Jermaine Crumpton†  | Canisius      | Alero           | Senior           | [ 9 ]      |
| 2017–18†  | Kahlil Dukes†       | Niagara       | Base            | Senior           | [ 9 ]      |
| 2018–19   | Cameron Young       | Quinnipiac    | Escolta         | Senior           | [ 10 ]     |
| 2019–20   | Jalen Pickett       | Siena         | Base            | Sophomore        | [ 11 ]     |
| 2020–21   | Manny Camper        | Siena         | Escolta/Alero   | Senior           | [ 12 ]     |
| 2021–22   | Tyson Jolly         | Iona          | Escolta         | Graduate student | [ 13 ]     |
| 2022–23   | Walter Clayton Jr.  | Iona          | Base            | Sophomore        | [ 14 ]     |
| 2023–24   | Matt Balanc         | Quinnipiac    | Escolta         | Graduado         | [ 15 ]     |
| 2024–25   | Amarri Monroe       | Quinnipiac    | Alero           | Junior           | [ 16 ]     |

## Ganadores por universidad
| Universidad (en MAAC desde) | Premios | Años                                                       |
| --------------------------- | ------- | ---------------------------------------------------------- |
| Iona (1981)                 | 10      | 1983, 1984, 1997, 1998, 2000, 2012, 2013, 2015, 2022, 2023 |
| Siena (1989)                | 7       | 1991, 1994, 2009, 2010, 2011, 2020, 2021                   |
| La Salle                    | 4       | 1988, 1989, 1990, 1992                                     |
| Canisius (1989)             | 4       | 1995, 1996, 2014, 2018                                     |
| Niagara (1989)              | 4       | 1999, 2001, 2005, 2018                                     |
| Quinnipiac (2013)           | 3       | 2019, 2024, 2025                                           |
| Manhattan (1981)            | 3       | 1993, 2003, 2004                                           |
| Army (1981)                 | 2       | 1985, 1987                                                 |
| Rider (1995)                | 2       | 2002, 2008                                                 |
| Saint Peter's (1981)        | 2       | 1982, 2006                                                 |
| Monmouth (2013)             | 2       | 2016, 2017                                                 |
| Fairfield (1981)            | 1       | 1986                                                       |
| Marist (1995)               | 1       | 2007                                                       |
| Loyola (MD) (1989)          | 0       | —                                                          |
| Merrimack (2024)            | 0       | —                                                          |
| Sacred Heart (2024)         | 0       | —                                                          |